# Museu Marítim de Dubrovnik
El Museu marítim de Dubrovnik és un museu annex a l'església de Sveti Ivan, molt proper al port, que conté molts elements del passat marítim de la República de Ragusa, entre ells maquetes de les naus, documents, banderes, elements com àncores, etc.
El seu accés és per les mateixes muralles que continuen cap al port.

## Història
Va ser fundat l'any 1941 per organitzar una exposició anomenada Les rutes marítimes i Dubrovnik al llarg dels segles. El museu va formar part de l'Acadèmia de Ciències i Arts Iugoslaves des de 1949 i es va fusionar amb el Museu de Dubrovnik en 1987.
El museu es troba a la fortalesa de Sveti Ivan (Sant Joan), que va ser restaurada després d'un catastròfic terratrèmol el 1979.
L'exposició permanent del museu es va crear el 1986. Mostra la història marítima de la ciutat de Dubrovnik i els seus voltants. L'exposició inclou models de vaixells del segle xvii, xviii i xix, nombroses banderes, canons i altres armes, instruments nàutics, registres de vaixells, mapes, diversos documents, així com valuoses llibreries amb moltes còpies estranyes de llibres i material d'arxiu important.

## Exposicions importants
Durant els últims anys, s'han creat diverses exposicions al museu, com ara:
- 1990 - Brodograđevna tradicija u Dubrovniku (Tradició naval a Dubrovnik)
- 1992-1993 - Dubrovnik i Novi svijet (Amerike) (Dubrovnik i el Nou Món (Amèrica))
- 1994 - Baština drvene brodogradnje u Hrvatskoj (El patrimoni de la construcció naval de fusta a Croàcia)
- 1994 - Posljednji dubrovački i pelješki jedrenjaci (Els últims velers de Dubrovnik i Pelješac)
- 1996 - Slike kap. B. Ivankovića (1815-1898) (Fotografies del cap. B. Ivankovic (1815-1898))

## Galeria d'imatges

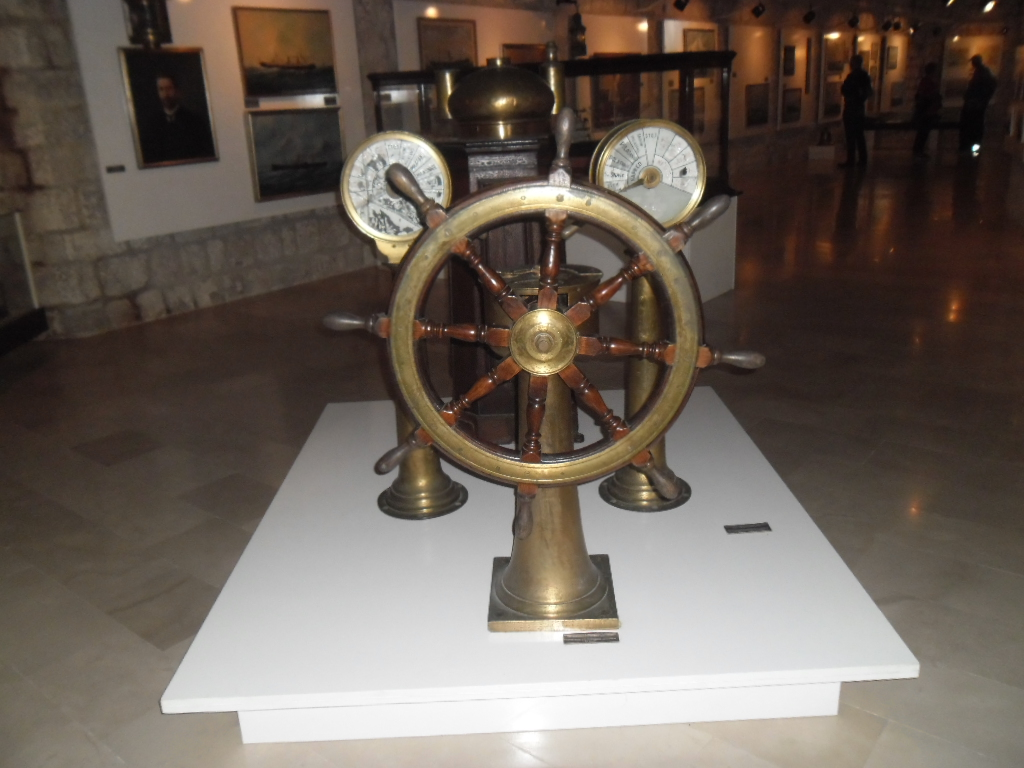
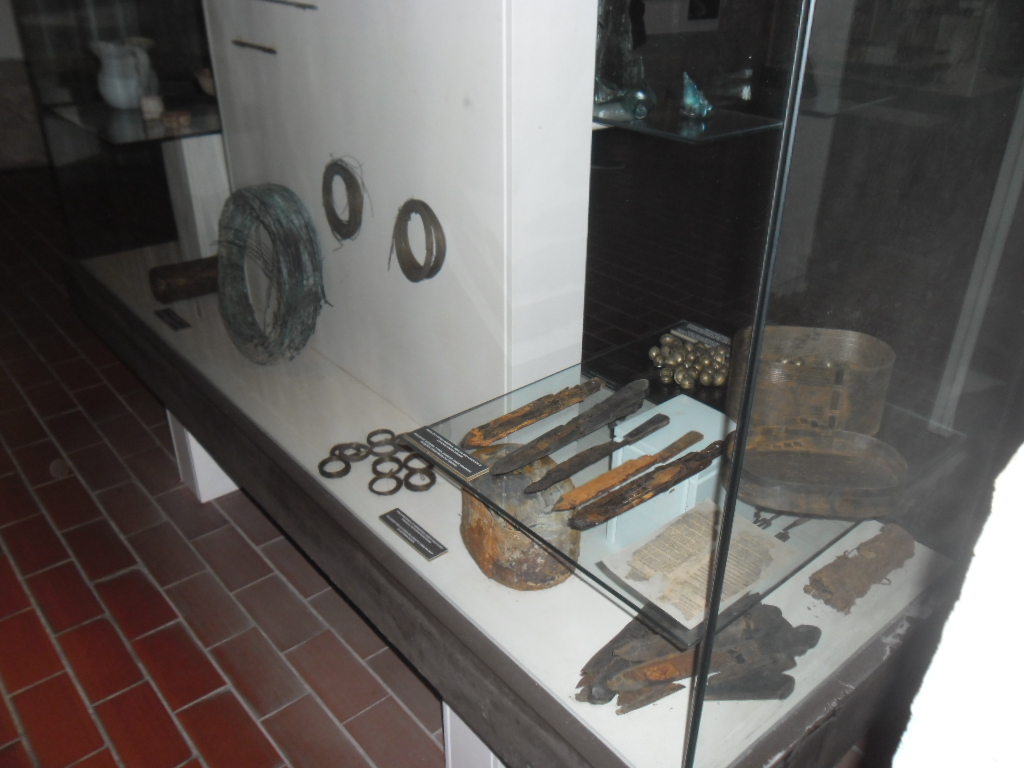
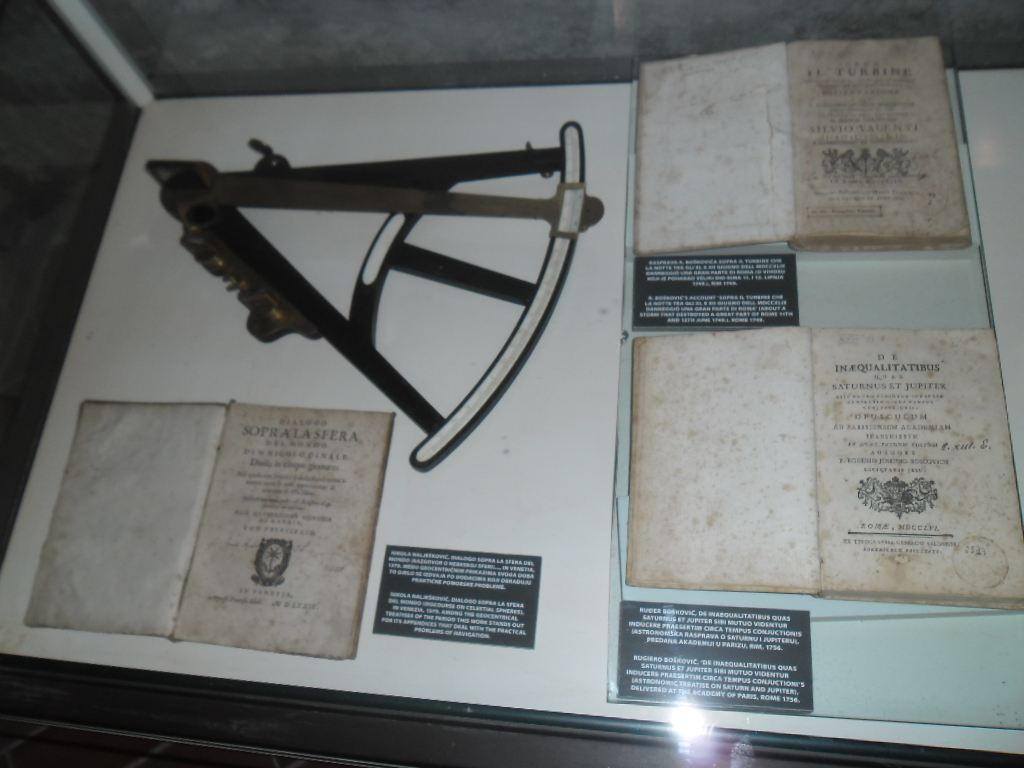
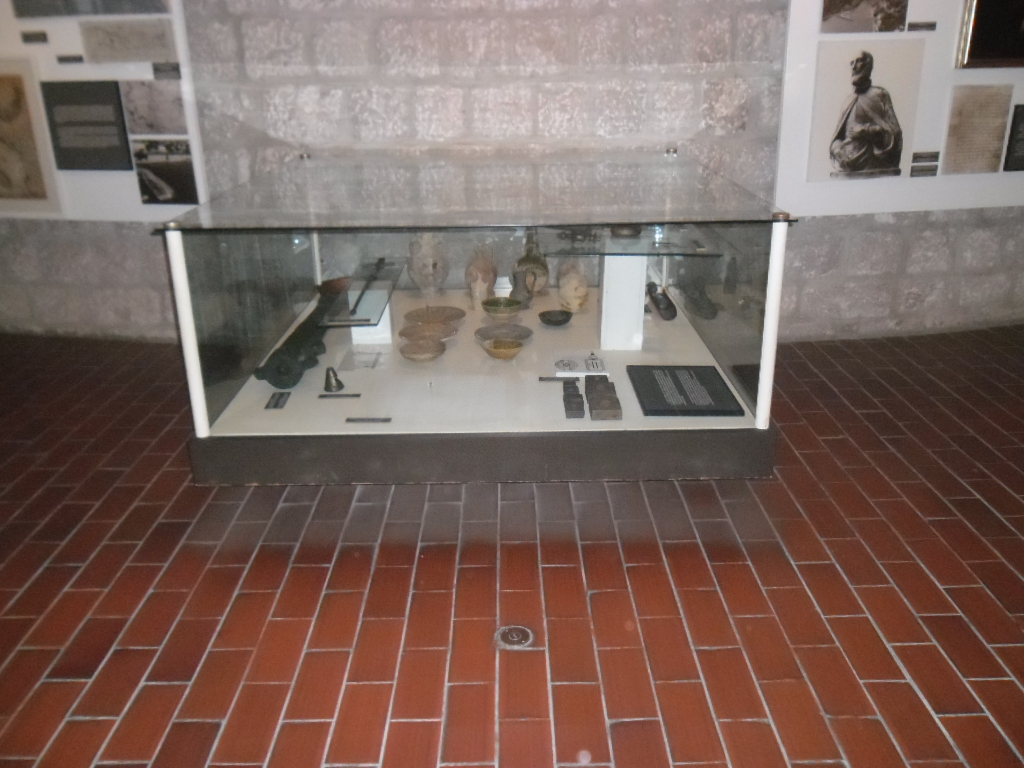
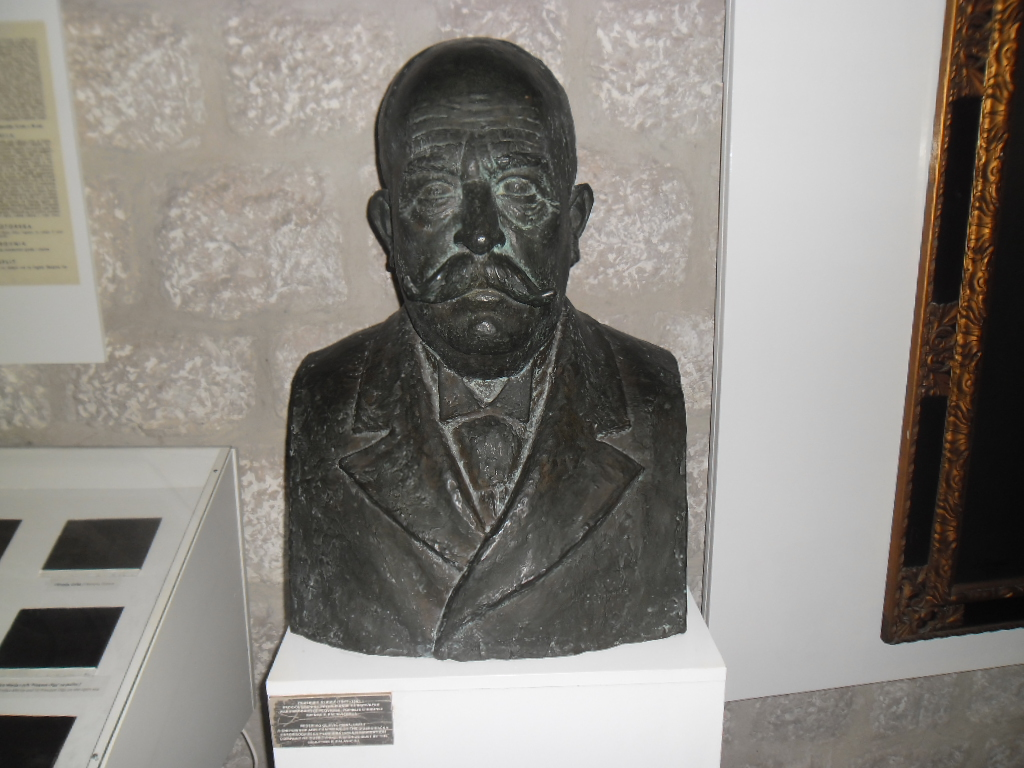